# Lynn Hunt
Pour les articles homonymes, voir Hunt.
Lynn Avery Hunt  (ou Lynn A. Hunt), née le 16 novembre 1945, est une historienne américaine contemporaine.

## Biographie
Lynn Avery Hunt est née à Panama et élevée à Saint Paul dans le Minnesota. Elle est titulaire d'un Master of Arts et d'un doctorat en histoire contemporaine de l'Université Stanford. Elle a occupé les chaires d'Histoire de l'Université Berkeley , puis celle de Pennsylvanie et à celle de Université de Californie. Depuis 2012, elle préside la Société américaine d'histoire. Ses domaines de recherches portent sur l'histoire de la Révolution française, et celle du genre. Elle a affirmé en 2003 en être venue à la Révolution française parce que : « Ceux qui choisissent [...] les études d'histoire se trouvaient confrontés à deux grands problèmes, l'un était la Révolution française (la vision optimiste) et l'autre le fascisme (la vision pessimiste) ». C'est aussi sa rencontre avec l'historien Carl Weiner à Stanford qui la convainc de se tourner vers le premier choix. 
Dans les années 1970, elle prépare sa thèse en France sur la mobilisation collective dans les dernières années de l'Ancien Régime et la première de la Révolution à Troyes et Reims ont elle tire son premier livre, Revolution and Urban Politics in Provincial France en 1978. Dedans, elle tente d'appliquer au politique les méthodes de l'histoire sociale. 
Six ans plus tard, elle publie Politics, Culture and Class in the French Revolution, qui propose une étude des ressources et pratiques symboliques de cette époque ainsi qu'une approche sociologique du personnel politique de la Révolution. Selon elle : « S'il a existé une unité ou une cohérence dans l'expérience révolutionnaire, elle s'est fondée sur des valeurs communes et sur des attentes partagées » Cet ouvrage marque un tournant dans la carrière internationale de Lynn Hunt. 
A la même période, elle devient une historienne féministe, s'intéresse aux question du genre et de la place des femmes dans son ouvrage de 1992, Le roman familial de la Révolution française. Pour elle, le meurtre du Roi-père en 1793 est l'aboutissement d’une longue mise en cause de la figure paternelle durant l'Ancien Régime. 
Elle a également écrit sur l'histoire culturelle de l'Europe. Ses ouvrages sont traduits en allemand, coréen, espagnol, italien, japonais et chinois. 
En 2018, elle publie History : Why it matters, un ouvrage grand public sur la nécessité de l'histoire et de la vérité historique.

## Publications
- Revolution and Urban Politics in Provincial France. Troyes and Reims, 1786-1790. Stanford, Stanford University Press, 1978
- Politics, Culture and Class in the French Revolution, Berkeley, University of California Press, 1984 ; réédition en 2004
- (dir.), The New Cultural History, Berkeley, University of California Press, 1989

- The Family Romance of the French Revolution, Londres, New-York, Routledge, 1992

- Joyce Appleby, Lynn Hunt, Margaret Jacob, Telling the truth about History, New York, Norton, 1994.
- (dir) Lynn Hunt et Victoria Bonnel, Beyond the Cultural Turn, Berkeley, University of California Press, 1999
- La storia culturale nell'età globale, Pise, Edizioni ETS, 2010
- Inventing Human Rights: A History, W.W. Norton & Co., 2008. Publié en français sous le titre L'Invention des droits de l'homme. Histoire, psychologie et politique, traduit par S. Kleiman, Genève, Markus Haller, 2013
- Lynn Hunt, Margaret C. Jacob, Wijnand Mijnhardt, The Book that Changed Europe: Picart & Bernard's Religious Ceremonies of the World, Belknap/Harvard University Press, 2010.Publié en français sous le titre Le livre qui a changé l'Europe. Cérémonies religieuses du monde de Bernard Picart & Jean Frédéric Bernard, Genève, Markus Haller, 2015History. Whhy It Matters, Cambridge, Polity Press, 2018.